# 25 mm зенитно оръдие Тип 96
25 mm зенитно оръдие Тип 96 e автоматично зенитно оръдие с калибър 25 mm, разработено в Япония на основата на френското оръдие на френски: Mitrailleuse de 25 mm contre-aéroplanes на фирмата „Хочкис“. Широко се използва от японския флот в годините на Втората световна война, това е основното леко зенитно средство на флота. Използва се в единични, сдвоени и трицевни установки, както на корабите, така и на сушата.

## История на създаването и конструкция
Оръдието е разработено във Франция в началото на 1930-те години от известната оръжейна фирма „Хочкис“. През 1934 г. японският флот купува малка партида от тези оръдия. Тъй като то чувствително превъзхожда остарелия зенитен автомат Vickers QF Mark II британска разработка, използван дотогава от японския флот за близка ПВО на корабите, е решено да се създаде собствено производство на френското оръдие. То започва през 1936 г. в морския арсенал на град Йокосука.
Най-сериозното отличие на японския образец от оригинала е поставянето на пламегасителя на немската фирма „Рейнметал“ (на немски: Rheinmetall). Подаването в автомата се осъществява с помощта на секторни пълнители за 15 патрона, поставяни отгоре. Това решение съществено снижава практическата скорострелност.
Използват се 4 типа снаряди:
- Бронебоен – 262 g.
- Осколочно-фугасен – 243 g.
- Запалителен – 250 g.
- Трасиращ – 252 g.

Оръдието се произвежда в единичен, сдвоен и тристволен вариант, като единичната установка се управлява ръчно. На големите кораби огънят на трицевните установки се управлява чрез директорите Тип 95, насочването се осъществява дистанционно, а стрелците само трябва да натискат на гашетката (спусъка). Единичните установки имат само ръчно управление.
Оръдията имат висока живучест на ствола – 12 000 изстрела.

## Оценка на оръдието
За първата половина на войната в Тихия океан, 25 mm автомати Тип 96 са напълно удовлетворително оръжие. Но в хода на войната за Тихия океан се проявяват и неговите недостатъци. Към числото на минусите на установката се отнасят прекалено ниското тегло на снаряда и недостатъчната далечина на ефективния огън. Практическата скорострелност е невисока за такъв калибър, а самите оръдия силно вибрират при стрелба. Още един минус е въздушното охлаждане на стволовете на оръдията, съкращаващо продължителността на непрекъснатата стрелба. Системите за управления на зенитния огън също биха могли да са по-добри, и те са явно недостатъчни. Що се касае единичните автомати, то те са напълно в ръцете на разчета, имащи само примитивен механичен прицел. Като цяло японския зенитен комплекс от 25 mm оръдие и 13,2 mm картечница съответства на съвременния му американски – от 28 mm автоматично оръдие и 12,7 mm картечница бидейки при това по-лек и надежден.
Към края на войната, когато скоростта на самолетите се увеличава, започва вече да се усеща и относително ниската начална скорост на снарядите, усложняваща стрелбата на пределни разстояния, откъдето се старае да атакува противника. В резултат, макар и към края на войната японските кораби да носят огромен брой 25 mm оръдия, тяхната реална ефективност е доста ниска.
При сравнение със зенитните автомати на американския флот следва да се отбележи, че противника на Япония към този момент получава по-ефективни зенитни средства за близък бой, представени от 20 mm автомати „Ерликон“ и 40 mm „Бофорс“. Първите превъзхождат японските оръдия по скорострелност, вторите имат много по-голяма далечина на стрелбата и почти четворно по-тежък снаряд. Наличието на доста съвършени системи за управление на огъня на „Бофорсите“ подчертава тяхното превъзходство. Универсалният калибър в японския флот съчетава в себе си не достойнствата на двата американски, а техните недостатъци. Същото може да се каже и за американските 1,1"/75 Mark 1 (28 mm) зенитни оръдия.